# Deoksyryboza
Deoksyryboza (2-deoksyryboza, dezoksyryboza) – cukier prosty z grupy aldopentoz. W deoksyrybozie w pozycji 2, zamiast grupy hydroksylowej obecnej w rybozie, znajduje się atom wodoru, w związku z czym nie podlega ona pod wzór ogólny węglowodanów [Cx(H2O)y].
Jest składnikiem nukleozydów, nukleotydów i kwasów nukleinowych (w tym DNA). W RNA jej miejsce zajmuje ryboza.
Po raz pierwszy została zsyntetyzowana w 1935 r., jednak dopiero w 1954 r. wyizolowano ją z DNA.